# Anthurium riograndicola
Anthurium riograndicola är en kallaväxtart som beskrevs av Eizi Matuda. Anthurium riograndicola ingår i släktet Anthurium och familjen kallaväxter. Inga underarter finns listade.